# Бор-Пуданцев
Бо́р-Пу́данцев (Шуньский Бор) — деревня в составе Шуньгского сельского поселения Медвежьегорского района Республики Карелия.

## Общие сведения
Расположена на берегу Повенецкого залива в северо-восточной части Онежского озера.
Деревня Бор-Пуданцев находится в 6 км к северо-западу от деревни Падмозеро.

## Население
| 2002 | 2009 | 2010 | 2013 |
| ---- | ---- | ---- | ---- |
| 121  | ↘117 | ↘106 | ↘95  |

## История
После прихода советской власти крестьяне деревни Бор-Пуданцев открыто возражали против раскулачивания. В ходе коллективизации в деревне было коллективизировано 26 из 46 хозяйств.

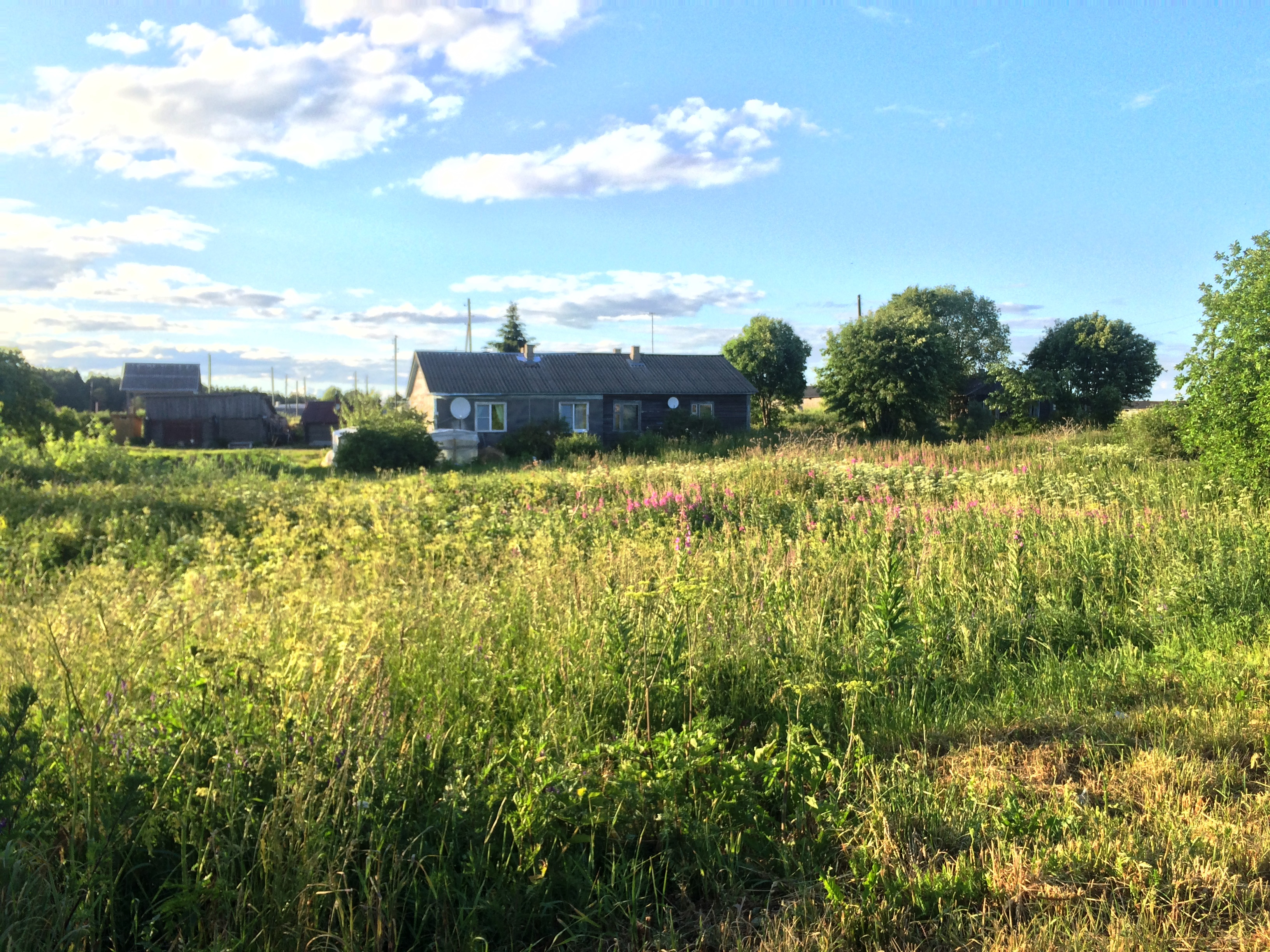
Общий вид деревни
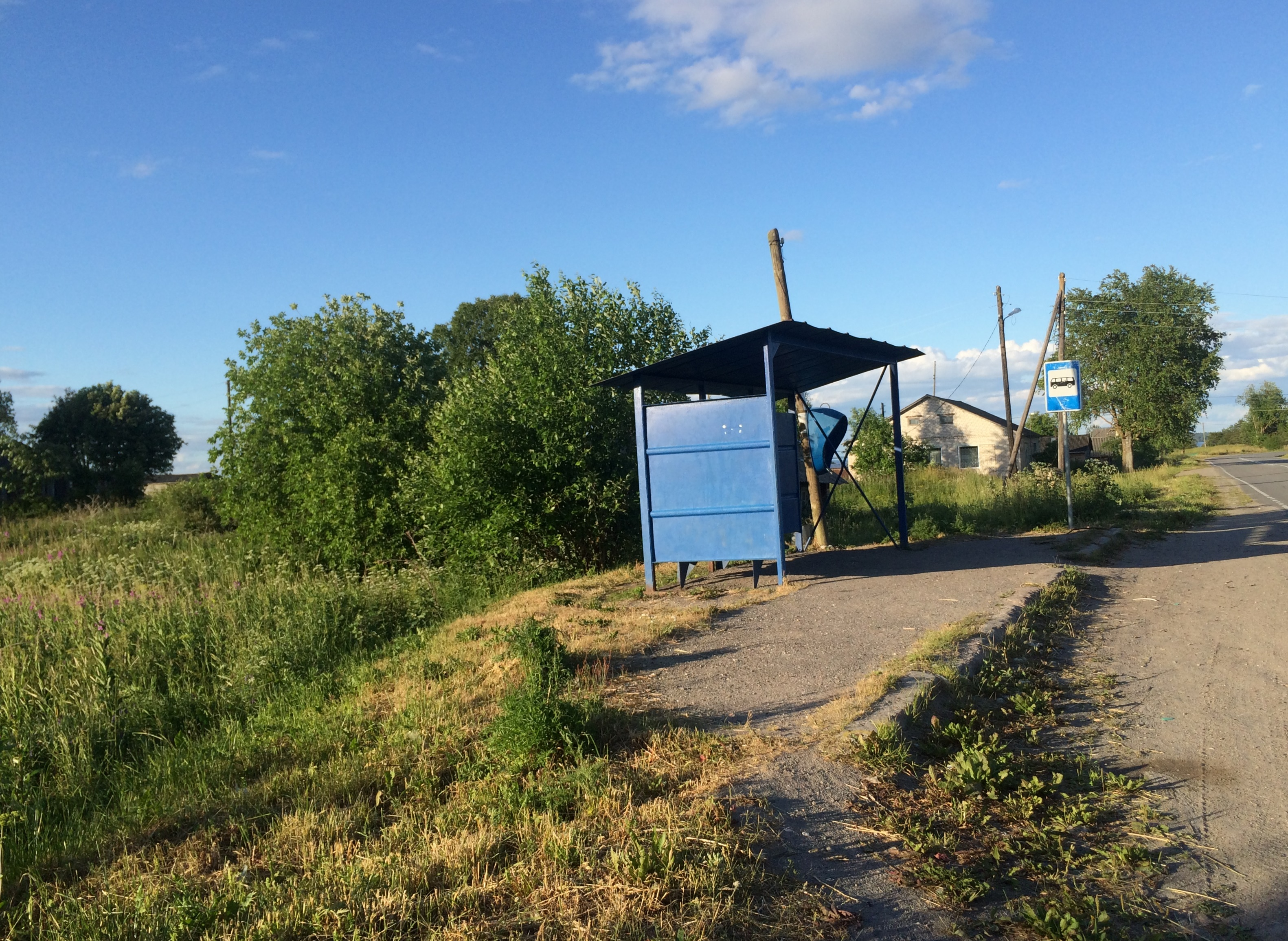
Автобусная остановка

## Известные уроженцы
- Яков Дорофеевич Дорофеев (?-1832) — первый исследователь северной части залива Сан-Франциско и реки Славянка.